# Championnat de Belgique de football 2009-2010
Navigation
Saison précédente Saison suivante
Le championnat de Belgique de football 2009-2010 est la 107e saison du championnat de première division belge. Cette saison marque la mise en application d'une réforme du championnat, qui oppose désormais seize équipes en deux phases distinctes. Lors de la première phase, souvent appelée « phase classique », toutes les équipes s'affrontent en matches aller-retour. Au terme des trente journées de championnat, les six premiers s'affrontent en matches aller-retour dans les « Play-offs 1 », les huit équipes suivantes (de la 7e à la 14e place) disputent les « Play-offs 2 » où elles sont réparties en deux groupes de quatre équipes qui s'affrontent en matches aller-retour. L'avant-dernier doit disputer le tour final avec les équipes de deuxième division pour assurer son maintien et enfin, le dernier est directement relégué au niveau inférieur.
En tête durant pratiquement toute la saison, le Sporting Anderlecht décroche haut la main son trentième titre de champion de Belgique à quatre journées de la fin des Play-offs 1. 
La lutte pour le maintien est perturbée par la situation financière difficile du Royal Excelsior Mouscron. Le club se met en faillite dans le courant du mois de décembre 2009 et est déclaré forfait pour le championnat, ce qui le place automatiquement en dernière position. Ceci ne changera finalement rien au sort du club, qui cesse définitivement ses activités. La place de barragiste est l'objet d'une lutte entre Roulers, déjà sauvé via le tour final la saison passée et Lokeren, pourtant habitué à jouer le milieu de classement. Finalement, les deux équipes terminent à égalité mais Lokeren compte une victoire de plus, ce qui renvoie Roulers au tour final où il ne parvient pas à assurer son maintien au plus haut niveau.

## Réforme du championnat
Le 17 mai 2008, un plan de réforme du championnat de Division 1 est adopté par l'Union belge. Le plan fait passer la D1 à 16 clubs au lieu de 18 et adapte son organisation par l'ajout d'une phase de « play-offs » après la phase dite « classique » du championnat de trente journées.

### Organisation des Play-offs 1
Les six premiers sont regroupés en « Play-offs 1 » et conservent la moitié des points obtenus durant la phase classique, arrondie à l'unité supérieure au cas où un club aurait un nombre impair de points après les trente journées de championnat. Ces six clubs s'affrontent en matches aller-retour et l'équipe qui occupe la première place à la fin de ces Play-offs 1 est sacrée championne de Belgique. En cas d'égalité, les critères suivants s'appliquent dans l'ordre pour départager les équipes concernées :
1. le nombre de points (avec avantage au club qui avait le plus de points à la fin de saison régulière en cas d'égalité en play-offs)
2. le nombre de matchs gagnés
3. la différence de buts
4. le nombre de buts inscrits
5. le nombre de buts inscrits en déplacement
6. le nombre de victoires en déplacement
7. le résultat d'une rencontre test-match ad hoc[1]

Selon le directeur général de la ProLeague Ludwig Sneyers, le but de cette réforme est de hausser le niveau des joueurs, des équipes et donc du championnat. Cette hausse de niveau devrait être rendue possible par l'augmentation des affrontements entre les meilleurs clubs du championnat (via les play-offs). L'objectif est d'améliorer les résultats des clubs belges dans les compétitions européennes. Les autres buts sont de permettre plus de suspense et une lutte en milieu de classement grâce aux possibilités de qualification pour les play-offs ainsi qu'augmenter les recettes avec deux journées de plus entre les fêtes de fin d'année.

### Organisation des Play-offs 2
Les équipes classées de la septième à la quatorzième place jouent les « Play-offs 2 ». Ces huit équipes sont réparties en deux groupes de quatre selon leur classement final. Les clubs classés 7e, 9e, 12e et 14e forment dans le groupe A, ceux classés 8e, 10e, 11e et 13e forment le groupe B. Dans chaque groupe, les quatre équipes s'affrontent en matches aller-retour. Au terme des six journées de compétition, les vainqueurs des deux groupes disputent la finale des Play-offs 2 pour déterminer quel club accédera au barrage européen.

### Barrage européen
Au terme des deux phases de play-offs, l'équipe classée à la dernière place qualificative pour une coupe européenne en Play-offs 1, normalement la quatrième, doit disputer un match de barrage contre le vainqueur des Play-offs 2 pour assurer sa qualification. Celui-ci se dispute en matches aller-retour.

### Relégation
Le club qui termine le championnat à la dernière place est automatiquement relégué en Division 2. Celui qui finit quinzième doit disputer le tour final de deuxième division pour assurer son maintien parmi l'élite.

### Autres adaptations au règlement
1. Après cinq cartes jaunes (et non plus trois) les joueurs sont suspendus une journée. Après dix cartes jaunes, une nouvelle suspension de deux journées es tinfligée et après quinze cartes jaunes, trois journées de suspension sont infligées au joueur concerné.
2. Si un joueur est exclu d'un match pour deux cartes jaunes, il est suspendu dès le match suivant.
3. En cas de carte rouge, la procédure de décision et d'appel se déroule au cours de la semaine suivant l'exclusion afin de pouvoir également suspendre le joueur dès le match suivant[1].
4. Aucun transfert de joueurs, même de l'étranger, n'est possible après la fin de la phase classique du championnat[1].
5. Les clubs doivent inscrire sur la feuille de match un minimum de six joueurs formés en Belgique[1].

## Clubs participants
| #  | Nom                                                    | Mat. | Ville       | Stades                      | Entraîneur          | En D1 depuis (série) | Total en D1 | Saison précédente |
| -- | ------------------------------------------------------ | ---- | ----------- | --------------------------- | ------------------- | -------------------- | ----------- | ----------------- |
| 1  | Royal Sporting Club Anderlecht                         | 35   | Anderlecht  | Stade Constant Vanden Stock | Ariël Jacobs        | 1935-1936 (73e)      | 79e         | 2e                |
| 2  | Koninklijke Football Club Germinal Beerschot Antwerpen | 3530 | Anvers      | Kiel                        | Aimé Anthuenis      | 1989-1990 (21e)      | 21e         | 13e               |
| 3  | Cercle Brugge Koninklijke Sportvereniging              | 12   | Bruges      | Olympiastadion              | Glen De Boeck       | 2003-2004 (7e)       | 76e         | 9e                |
| 4  | Club Brugge Koninklijke Voetbalvereniging              | 3    | Bruges      | Olympiastadion              | Adrie Koster        | 1959-1960 (51e)      | 88e         | 3e                |
| 5  | Royal Charleroi Sporting Club                          | 22   | Charleroi   | Stade du Mambourg           | Stéphane Demol      | 1985-1986 (25e)      | 46e         | 12e               |
| 6  | Koninklijke Racing Club Genk                           | 322  | Genk        | Fenixstadion                | Hein Vanhaezebrouck | 1996-1997 (14e)      | 28e         | 8e                |
| 7  | Koninklijke Atletieke Associatie Gent                  | 7    | Gand        | Jules Ottenstadion          | Michel Preud'homme  | 1989-1990 (21e)      | 71e         | 4e                |
| 8  | Koninklijke Voetbalclub Kortrijk                       | 19   | Courtrai    | Guldensporenstadion         | Georges Leekens     | 2008-2009 (2e)       | 23e         | 14e               |
| 9  | Royal Standard de Liège                                | 16   | Sclessin    | Stade de Sclessin           | László Bölöni       | 1921-1922 (86e)      | 91e         | 1er               |
| 10 | Koninklijke Sporting Club Lokeren Oost-Vlaanderen      | 282  | Lokeren     | Daknamstadion               | Aleksandar Janković | 1996-1997 (14e)      | 33e         | 7e                |
| 11 | Yellow Red Koninklijke Voetbalclub Mechelen            | 25   | Malines     | Achter de Kazerne           | Peter Maes          | 2007-2008 (3e)       | 60e         | 10e               |
| 12 | Royal Excelsior Mouscron                               | 224  | Mouscron    | Le Canonnier                | Miroslav Đukić      | 1996-1997 (14e)      | 14e         | 11e               |
| 13 | Koninklijke Sportvereniging Roeselaere                 | 134  | Roulers     | Schierveldestadion          | Dennis van Wijk     | 2005-2006 (5e)       | 5e          | 16e               |
| 14 | Koninklijke Sint-Truidense Voetbalverening             | 373  | Saint-Trond | Stayenveld                  | Guido Brepoels      | 2009-2010 (1re)      | 36e         | Division 2 : 1er  |
| 15 | Koninklijke Voetbalclub Westerlo                       | 2024 | Westerlo    | Het Kuipje                  | Jan Ceulemans       | 1997-1998 (13e)      | 13e         | 6e                |
| 16 | Sportvereniging Zulte Waregem                          | 5381 | Waregem     | Regenboogstadion            | Francky Dury        | 2005-2006 (5e)       | 5e          | 5e                |

### Localisation des clubs
| GBA YR KV Mechelen KVC Westerlo AA Gent KSC Lokeren FC Bruges CS Bruges KV Kortrijk Zulte Waregem Roeselare RSC Anderlecht KRC Genk Sint-Truidense VV Charleroi Mouscron Standard de Liège |

## Phase classique de la saison

### Résultats et classements

#### Résultats des rencontres
| Résultats (▼dom., ►ext.)                                   | AND | GBA | CSB | FCB | CHA | AAG | GNK | KOR | LOK | MAL | MOU | ROE | STT | STA | WES | ZWA |
| R. SC Anderlecht                                           |     | 1-0 | 3-2 | 3-2 | 2-0 | 1-1 | 2-0 | 1-0 | 2-0 | 2-0 | FFT | 3-1 | 1-2 | 1-1 | 3-0 | 2-1 |
| K. FC GB Antwerpen                                         | 0-5 |     | 1-4 | 1-4 | 0-0 | 1-1 | 1-0 | 1-0 | 2-1 | 1-3 | 3-2 | 3-0 | 4-1 | 1-1 | 3-1 | 1-1 |
| Cercle Brugge K. SV                                        | 1-3 | 1-2 |     | 2-3 | 1-0 | 1-3 | 1-0 | 1-1 | 4-0 | 1-1 | FFT | 2-0 | 3-1 | 2-0 | 2-1 | 2-2 |
| Club Brugge KV                                             | 4-2 | 1-2 | 2-1 |     | 1-0 | 1-0 | 1-1 | 2-2 | 2-0 | 1-1 | FFT | 1-0 | 1-0 | 2-1 | 2-1 | 3-1 |
| R. Charleroi SC                                            | 0-2 | 1-0 | 0-4 | 1-2 |     | 0-2 | 1-3 | 3-3 | 4-1 | 1-2 | FFT | 3-0 | 0-0 | 2-3 | 1-1 | 0-0 |
| K. AA Gent                                                 | 2-2 | 0-1 | 3-1 | 1-1 | 2-1 |     | 2-1 | 2-2 | 4-1 | 2-1 | 1-1 | 5-1 | 0-1 | 2-1 | 1-2 | 0-2 |
| K. RC Genk                                                 | 0-2 | 1-1 | 2-0 | 2-0 | 1-2 | 1-1 |     | 1-1 | 3-1 | 1-2 | 1-2 | 1-1 | 0-0 | 1-0 | 0-0 | 2-2 |
| KV Kortrijk                                                | 0-2 | 3-0 | 3-1 | 1-4 | 2-1 | 1-0 | 2-1 |     | 3-1 | 2-0 | 2-2 | 2-0 | 0-1 | 0-2 | 1-1 | 1-0 |
| K. SC Lokeren O.-V.                                        | 0-4 | 2-0 | 1-1 | 0-1 | 4-1 | 0-1 | 0-2 | 0-0 |     | 2-1 | 4-1 | 1-4 | 1-2 | 1-3 | 1-0 | 1-1 |
| YR KV Mechelen                                             | 0-2 | 1-0 | 1-2 | 2-1 | 1-0 | 2-5 | 2-1 | 1-1 | 2-0 |     | 0-1 | 3-2 | 0-2 | 0-0 | 4-1 | 2-1 |
| R. Excelsior Mouscron                                      | 1-2 | FFT | 0-1 | 1-1 | 4-1 | FFT | 2-0 | FFT | FFT | FFT |     | 0-0 | 2-1 | 0-0 | 0-1 | FFT |
| K. SV Roeselaere                                           | 1-2 | 1-1 | 3-2 | 2-3 | 1-3 | 0-4 | 1-1 | 0-2 | 1-2 | 1-2 | 1-2 |     | 1-2 | 1-5 | 0-0 | 2-0 |
| K. Sint-Truidense VV                                       | 2-1 | 2-0 | 1-1 | 1-1 | 0-0 | 1-2 | 2-4 | 0-2 | 2-1 | 5-2 | FFT | 2-1 |     | 2-0 | 0-1 | 1-2 |
| R. Standard de Liège                                       | 0-4 | 2-2 | 1-1 | 3-1 | 1-1 | 0-2 | 1-0 | 3-1 | 2-0 | 3-0 | FFT | 0-1 | 2-2 |     | 1-0 | 1-1 |
| K. VC Westerlo                                             | 0-2 | 1-1 | 2-1 | 1-4 | 4-0 | 0-0 | 0-1 | 1-1 | 1-0 | 2-0 | FFT | 2-2 | 2-0 | 2-0 |     | 1-2 |
| SV Zulte-Waregem                                           | 0-2 | 4-0 | 1-0 | 1-1 | 2-2 | 3-1 | 2-2 | 0-2 | 1-0 | 4-1 | 3-1 | 1-1 | 2-0 | 1-1 | 1-0 |     |
| - Victoire à domicile - Match nul - Victoire à l'extérieur |     |     |     |     |     |     |     |     |     |     |     |     |     |     |     |     |

#### Classement final
| Rang | Équipe                   | Pts     | J       | G       | N       | P       | Bp      | Bc      | Diff    |
| ---- | ------------------------ | ------- | ------- | ------- | ------- | ------- | ------- | ------- | ------- |
| 1    | R. SC Anderlecht         | 69      | 28      | 22      | 3       | 3       | 62      | 20      | +42     |
| 2    | Club Brugge KV           | 57      | 28      | 17      | 6       | 5       | 52      | 33      | +19     |
| 3    | K. AA Gent C             | 49      | 28      | 14      | 7       | 7       | 49      | 30      | +19     |
| 4    | KV Kortrijk              | 45      | 28      | 12      | 9       | 7       | 39      | 30      | +9      |
| 5    | K. Sint-Truidense VV     | 42      | 28      | 12      | 6       | 10      | 35      | 35      | 0       |
| 6    | SV Zulte-Waregem         | 41      | 28      | 10      | 11      | 7       | 39      | 32      | +7      |
| 7    | YR KV Mechelen           | 39      | 28      | 12      | 3       | 13      | 36      | 46      | -10     |
| 8    | R. Standard de Liège T S | 39      | 28      | 10      | 9       | 9       | 38      | 34      | +4      |
| 9    | Cercle Brugge K. SV      | 38      | 28      | 11      | 5       | 12      | 45      | 40      | +5      |
| 10   | K. FC GB Antwerpen       | 35      | 28      | 9       | 8       | 11      | 30      | 43      | -13     |
| 11   | K. RC Genk               | 34      | 28      | 8       | 10      | 10      | 33      | 31      | +2      |
| 12   | K. VC Westerlo           | 32      | 28      | 8       | 8       | 12      | 28      | 34      | -6      |
| 13   | R. Charleroi SC          | 23      | 28      | 5       | 8       | 15      | 28      | 45      | -17     |
| 14   | K. SC Lokeren O.-V.      | 18      | 28      | 5       | 3       | 20      | 22      | 54      | -32     |
| 15   | K. SV Roeselaere         | 18      | 28      | 4       | 6       | 18      | 29      | 58      | -29     |
| 16   | R. Excelsior Mouscron    | Forfait | Forfait | Forfait | Forfait | Forfait | Forfait | Forfait | Forfait |

Légende
- Club qualifié pour les Play-offs 1
- Club qualifié pour les Play-offs 2
- Club qualifié pour la « Ligue Europa » la saison suivante
- Club devant disputer le tour final de Division 2

Abréviations
T : Tenant du titre 2009

C : Vainqueur de la Coupe de Belgique 2009-2010

S : Vainqueur de la Supercoupe de Belgique 2009

 : club promu de « Division 2 » depuis la saison précédente
1. ↑  Le Cercle Bruges est automatiquement qualifié pour la prochaine Ligue Europa en tant que finaliste de la Coupe de Belgique car l'autre finaliste, La Gantoise, est déjà qualifié pour les tours préliminaires de la prochaine Ligue des champions.
2. ↑  Le club de Mouscron a été mis en liquidation en cours de championnat et le staff et les joueurs de D1 licenciés. Le club déclare forfait pour trois matches consécutifs et est dès lors considéré forfait pour l'ensemble de la saison. Tous ses résultats sont annulés. Les points acquis par les autres équipes contre Mouscron sont également retirés. Mouscron prend la place de dernier au classement.

### Meilleur buteur
Romelu Lukaku (R. SC Anderlecht) avec 13 goals.  Il est le 56e joueur belge à être sacré meilleur buteur du championnat.
L'URBSFA décide d'attribuer le titre de meilleur buteur du championnat au terme de la phase classique du championnat, sans tenir compte des buts inscrits en play-offs, où toutes les équipes ne jouent pas le même nombre de rencontres. Ainsi, sur l'ensemble de la saison, l'attaquant camerounais du FC Bruges, Dorge Kouemaha, inscrit quatorze buts mais les trois qu'il inscrit dans les play-offs ne sont donc pas comptabilisés.

#### Classement des buteurs
Le tableau ci-dessous reprend les ... meilleurs buteurs du championnat, soit les joueurs ayant inscrit dix buts ou plus durant la saison.
| #  | Pays | Joueur        | Club             | Buts | Matches joués |
| -- | ---- | ------------- | ---------------- | ---- | ------------- |
| 1. |      | Romelu Lukaku | R. SC Anderlecht | 13   | 21            |

## Play-offs 1
Les Play-offs 1 opposent les six premiers du classement à l'issue du championnat. Chaque club reçoit la moitié de ses points, arrondie à l'unité supérieure. Cependant, l'arrondi n'est pas pris en compte lors des règles de départage

### Résultats et classements

#### Résultats des rencontres
| Résultats (▼dom., ►ext.)                                   | AND | FCB | AAG | KOR | STT | ZWA |
| R. SC Anderlecht                                           |     | 2-2 | 4-2 | 1-0 | 2-1 | 6-0 |
| Club Brugge KV                                             | 1-2 |     | 1-1 | 3-0 | 2-0 | 3-0 |
| K. AA Gent                                                 | 1-3 | 6-2 |     | 0-0 | 0-0 | 5-0 |
| KV Kortrijk                                                | 1-3 | 2-0 | 1-2 |     | 1-2 | 2-0 |
| K. Sint-Truidense VV                                       | 1-1 | 0-0 | 1-1 | 1-0 |     | 1-2 |
| SV Zulte-Waregem                                           | 0-0 | 2-0 | 1-2 | 1-2 | 1-2 |     |
| - Victoire à domicile - Match nul - Victoire à l'extérieur |     |     |     |     |     |     |

#### Évolution du classement journée par journée

##### Leader du classement journée par journée
Le Sporting Anderlecht entame les Play-offs 1 en tête, avec six points d'avance sur le FC Bruges. Les bruxellois conservent la première place durant toute la durée de la compétition.

#### Classement final
| Rang | Équipe               | Pts | J  | G | N | P | Bp | Bc | Diff |
| ---- | -------------------- | --- | -- | - | - | - | -- | -- | ---- |
| 1    | R. SC ANDERLECHT     | 59  | 10 | 7 | 3 | 0 | 24 | 9  | +15  |
| 2    | K. AA Gent C'''      | 41  | 10 | 4 | 5 | 1 | 20 | 13 | +7   |
| 3    | Club Brugge KV       | 41  | 10 | 3 | 2 | 5 | 14 | 15 | -1   |
| 4    | K. Sint-Truidense VV | 34  | 10 | 3 | 4 | 3 | 9  | 10 | -1   |
| 5    | KV Kortrijk          | 33  | 10 | 3 | 1 | 6 | 3  | 13 | -10  |
| 6    | SV Zulte-Waregem     | 28  | 10 | 2 | 1 | 7 | 7  | 23 | -16  |

Légende
- Champion de Belgique 2010 et qualifié pour la « Ligue des champions » la saison suivante
- Club qualifié pour la « Ligue des champions » la saison suivante
- Club qualifié pour la « Ligue Europa » la saison suivante
- Club devant disputer le barrage européen

Abréviations
C : Vainqueur de la Coupe de Belgique 2009-2010

 : club promu de « Division 2 » depuis la saison précédente

## Play-offs 2
Les Play-offs 2 opposent les équipes classées de la septième à la quatorzième place, réparties en deux groupes de quatre équipes. Les points obtenus en phase classique ne sont pas pris en compte, chaque équipe commence donc avec zéro point.

### Groupe A
Le Groupe A des Play-offs 2 est constitué par les équipes ayant terminé 7e, 9e, 12e et 14e de la phase classique.

#### Résultats et classements

##### Résultats des rencontres
| Résultats (▼dom., ►ext.)                                   | CSB | LOK | MAL | WES |
| Cercle Brugge K. SV                                        |     | 1-1 | 2-1 | 2-0 |
| K. SC Lokeren O.-V.                                        | 5-3 |     | 2-2 | 3-3 |
| YR KV Mechelen                                             | 1-0 | 3-1 |     | 1-3 |
| K. VC Westerlo                                             | 4-1 | 2-0 | 0-2 |     |
| - Victoire à domicile - Match nul - Victoire à l'extérieur |     |     |     |     |

#### Classement final
| Rang | Équipe              | Pts | J | G | N | P | Bp | Bc | Diff |
| ---- | ------------------- | --- | - | - | - | - | -- | -- | ---- |
| 1    | K. VC Westerlo      | 10  | 6 | 3 | 1 | 2 | 12 | 9  | +3   |
| 2    | YR KV Mechelen      | 10  | 6 | 3 | 1 | 2 | 10 | 8  | +2   |
| 3    | Cercle Brugge K. SV | 7   | 6 | 2 | 1 | 3 | 9  | 12 | -3   |
| 4    | K. SC Lokeren O.-V. | 6   | 6 | 1 | 3 | 2 | 12 | 14 | -2   |

Légende
- Club qualifié pour la « Ligue Europa » la saison suivante
- Club qualifié pour la finale des Play-offs 2

### Groupe B
Le Groupe B des Play-offs 2 est constitué par les équipes ayant terminé 8e, 10e, 11e et 13e de la phase classique.

#### Résultats et classements

##### Résultats des rencontres
| Résultats (▼dom., ►ext.)                                   | GBA | CHA | GNK | STA |
| K. FC GB Antwerpen                                         |     | 2-2 | 1-3 | 2-2 |
| R. Charleroi SC                                            | 0-1 |     | 1-2 | 1-0 |
| K. RC Genk                                                 | 2-0 | 3-0 |     | 1-0 |
| R. Standard de Liège                                       | 3-0 | 2-0 | 1-1 |     |
| - Victoire à domicile - Match nul - Victoire à l'extérieur |     |     |     |     |

#### Classement final
| Rang | Équipe                   | Pts | J | G | N | P | Bp | Bc | Diff |
| ---- | ------------------------ | --- | - | - | - | - | -- | -- | ---- |
| 1    | K. RC Genk               | 16  | 6 | 5 | 1 | 0 | 12 | 3  | +9   |
| 2    | R. Standard de Liège T S | 8   | 6 | 2 | 2 | 2 | 8  | 5  | +3   |
| 3    | K. FC GB Antwerpen       | 5   | 6 | 1 | 2 | 3 | 6  | 12 | -6   |
| 4    | R. Charleroi SC          | 4   | 6 | 1 | 1 | 4 | 4  | 10 | -6   |

Légende
Abréviations
T : Tenant du titre 2009

S : Vainqueur de la Supercoupe de Belgique 2009

### Finale des Play-offs 2
La finale des Play-offs 2 oppose les deux vainqueurs de groupe, le KVC Westerlo et le KRC Genk, en matches aller-retour. Genk sort vainqueur de cette double confrontation et se qualifie pour le barrage européen.
| Date                                         | Match                       | Résultat |
| -------------------------------------------- | --------------------------- | -------- |
| 2 mai 2010                                   | K. RC Genk - K. VC Westerlo | 2-2      |
| 7 mai 2010                                   | K. VC Westerlo - K. RC Genk | 0-3      |
| K. RC Genk qualifié pour le barrage européen |                             |          |

| 2 mai 2010 | K. RC Genk                              | 2 - 2 | K. VC Westerlo                              | Cristal Arena                                  |                                                |
|            | Kevin De Bruyne 83e · Samuel Yeboah 91e |       | Oleksandr Iakovenko 22e · Elleton Liliu 62e | Spectateurs : 18 125 Arbitrage : Paul Allaerts | Spectateurs : 18 125 Arbitrage : Paul Allaerts |

| 7 mai 2010 | K. VC Westerlo | 0 - 3 | K. RC Genk                                                            | Het Kuipje                                    |                                               |
|            |                |       | João Carlos Pinto Chaves 4e · Thomas Buffel 70e · Marvin Ogunjimi 80e | Spectateurs : 8 200 Arbitrage : Johan Verbist | Spectateurs : 8 200 Arbitrage : Johan Verbist |

## Barrage européen
Le barrage européen oppose en matches aller-retour le vainqueur des Play-offs 2, le KRC Genk, au dernier club en ordre de qualification pour une compétition européenne en Play-offs 1, Saint-Trond, qui a terminé à la quatrième place. Genk s'impose dans cette double confrontation et se qualifie pour le deuxième tour préliminaire de la prochaine Ligue Europa.
| Date                                                                      | Match                             | Résultat |
| ------------------------------------------------------------------------- | --------------------------------- | -------- |
| 13 mai 2010                                                               | K. RC Genk - K. Sint-Truidense VV | 2-1      |
| 16 mai 2010                                                               | K. Sint-Truidense VV - K. RC Genk | 2-3      |
| K. RC Genk qualifié pour le deuxième tour préliminaire de la Ligue Europa |                                   |          |

| 13 mai 2010 | K. RC Genk                             | 2 – 1 | K. Sint-Truidense VV | Cristal Arena                                       |                                                     |
|             | Marvin Ogunjimi 21e · Fabien Camus 61e |       | Ibrahim Sidibe 42e   | Spectateurs : 22 183 Arbitrage : Jérôme Efong Nzolo | Spectateurs : 22 183 Arbitrage : Jérôme Efong Nzolo |

| 16 mai 2010 | K. Sint-Truidense VV                       | 2 - 3 | K. RC Genk                                                  | Stayen                                         |                                                |
|             | Ibrahim Sidibe 7e · Hervé Ndjana Onana 80e |       | Marvin Ogunjimi 21e · Elyaniv Barda 45e · Thomas Buffel 58e | Spectateurs : 10 747 Arbitrage : Johan Verbist | Spectateurs : 10 747 Arbitrage : Johan Verbist |

## Récapitulatif de la saison
- Champion : R. SC Anderlecht (30e titre)
- Première équipe à remporter 30 titres de champion de Belgique
- 52e titre pour la province de Brabant.

| Région flamande (12)            | Région flamande (12) | Province de Brabant (1)      | Province de Brabant (1) | Région wallonne (3)    | Région wallonne (3) |
| ------------------------------- | -------------------- | ---------------------------- | ----------------------- | ---------------------- | ------------------- |
| Province d'Anvers               | 3                    | Région de Bruxelles-Capitale | 1                       | Province de Hainaut    | 2                   |
| Province de Flandre-Occidentale | 5                    | Province du Brabant flamand  | 0                       | Province de Liège      | 1                   |
| Province de Flandre-Orientale   | 2                    | Province du Brabant wallon   | 0                       | Province de Luxembourg | 0                   |
| Province de Limbourg            | 2                    |                              |                         | Province de Namur      | 0                   |

1. ↑  Au niveau footballistique, la province de Brabant est toujours unitaire malgré sa partition territoriale en 1995.

### Admission et relégation
Forfait général pour toute la saison, le Royal Excelsior Mouscron termine à la dernière place du classement et est automatiquement relégué. Ceci n'aura aucune influence car le club cesse ses activités et est radié des registres de l'Union belge. Avant-dernier, le KSV Roulers doit, comme la saison précédente, disputer le tour final de Division 2 pour assurer son maintien. Il ne parvient pas à remporter cette mini-compétition et est également relégué.
Ces deux clubs sont remplacés la saison prochaine par le Lierse, champion de deuxième division, qui retrouve l'élite après trois saisons, et par la KAS Eupen, vainqueur du tour final, qui accède au plus haut niveau pour la première fois.

### Bilan de la saison
| Championnat de Belgique de football 2009-2010 |                                                  |
| Champion                                      | R. SC Anderlecht (30e titre)                     |
| Dauphin                                       | K. AA Gent                                       |
| Coupes et trophées                            |                                                  |
| Vainqueur de la Coupe de Belgique 2009-2010   | K. AA Gent                                       |
| Vainqueur de la Supercoupe de Belgique 2009   | R. Standard de Liège                             |
| Qualifications continentales                  |                                                  |
| Ligue des champions de l'UEFA 2010-2011       | R. SC Anderlecht (Troisième tour préliminaire)   |
| Ligue des champions de l'UEFA 2010-2011       | K. AA Gent (Troisième tour préliminaire)         |
| Ligue Europa 2010-2011                        | Club Brugge KV (Tour de barrages)                |
| Ligue Europa 2010-2011                        | K. RC Genk (Troisième tour préliminaire)         |
| Ligue Europa 2010-2011                        | Cercle Brugge K. SV (Deuxième tour préliminaire) |
| Promotions et relégations                     |                                                  |
| Promus en Division 1                          | K. Lierse SK                                     |
| Promus en Division 1                          | K. AS Eupen                                      |
| Relégués en Division 2                        | R. Excelsior Mouscron                            |
| Relégués en Division 2                        | K. SV Roeselaere                                 |